# Брод (Каменський міський округ)
Брод (рос. Брод) — присілок у складі Каменського міського округу Свердловської області.
Населення — 669 осіб (2010, 639 у 2002).
Національний склад станом на 2002 рік: росіяни — 89 %.